# Betton-Bettonet
Betton-Bettonet este o comună în departamentul Savoie din sud-estul Franței. În 2009 avea o populație de 289 de locuitori.

## Evoluția populației
| An        | 1975 | 1982 | 1990 | 1999 | 2006 | 2009 |
| --------- | ---- | ---- | ---- | ---- | ---- | ---- |
| Populație | 129  | 124  | 157  | 203  | 261  | 289  |